# Breskens

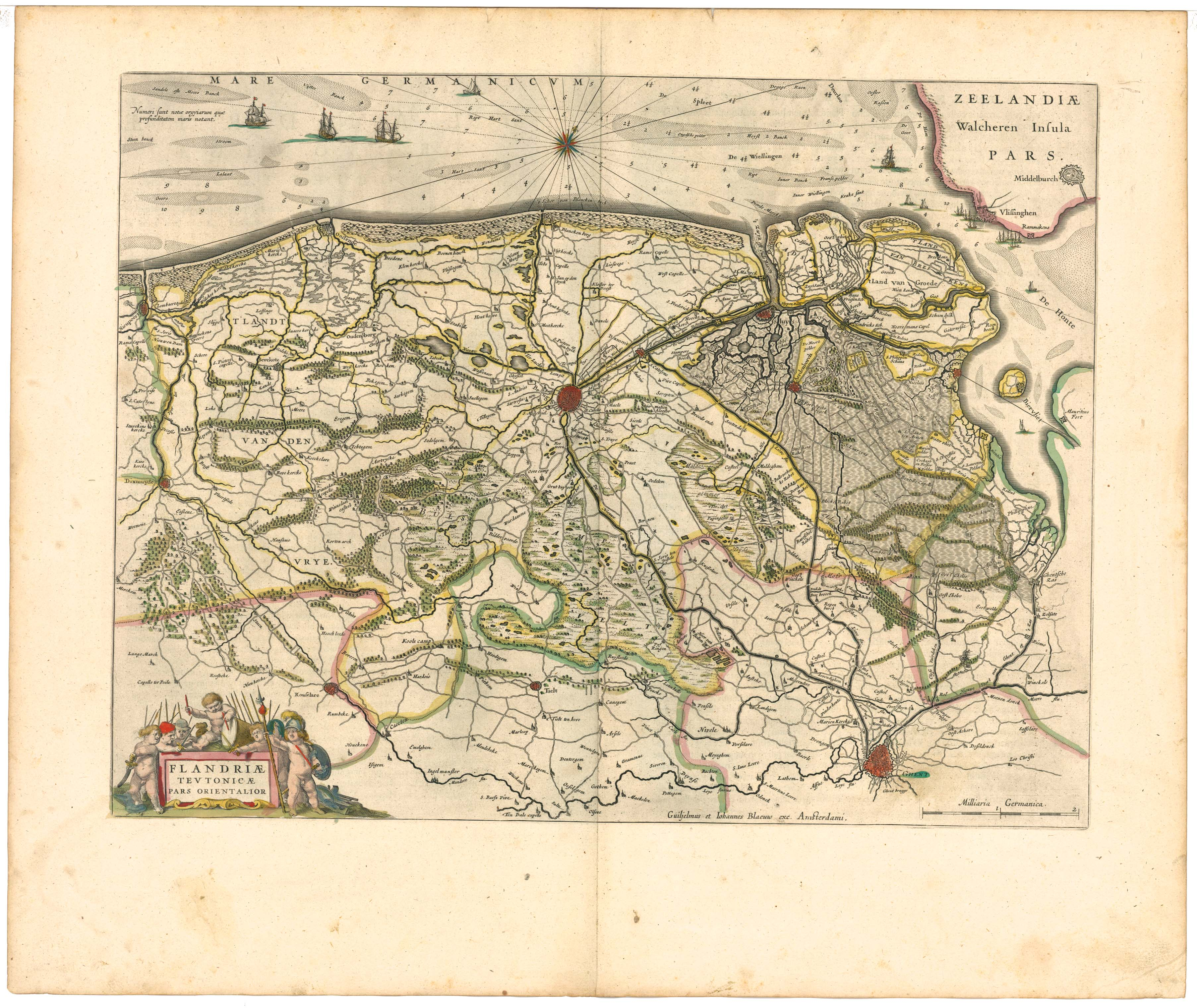
Kaart van het oostelijke gedeelte van de Graafschap Vlaanderen, W. & J. Blaeu, 1645. Bijna de hele huidige gemeente Sluis bestond uit eilanden en gedeeltelijk afgedroogde polders, en Biervliet (nu in gemeente Terneuzen) was een klein eiland, maar tussen Cadzand en Breskens ziet men "Oostvliet" en "Wulpen" die sindsdien zijn verdronken.

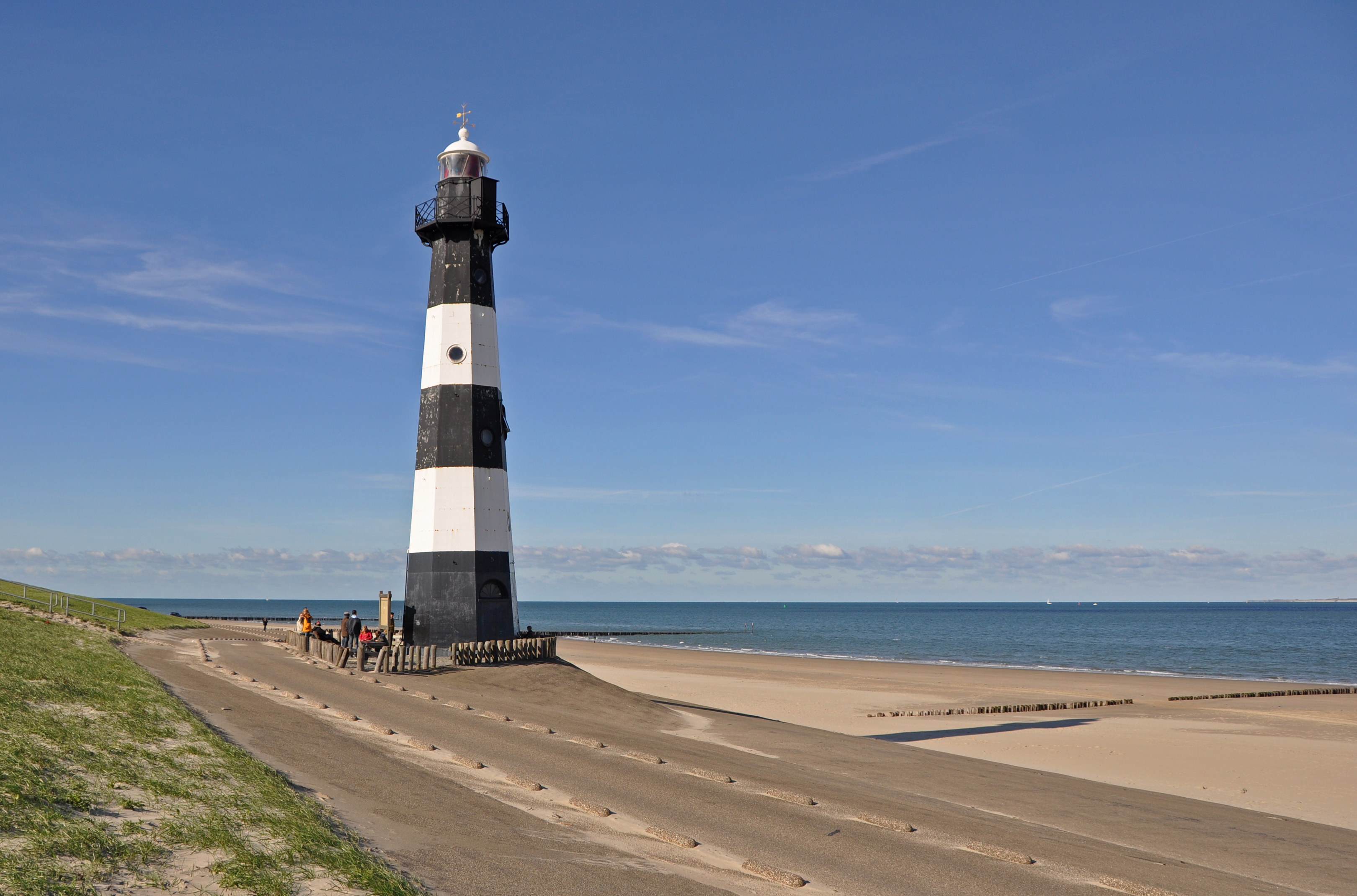
Vuurtoren van Breskens en strand aan de monding van de Westerschelde, ten westen van de dorpskern

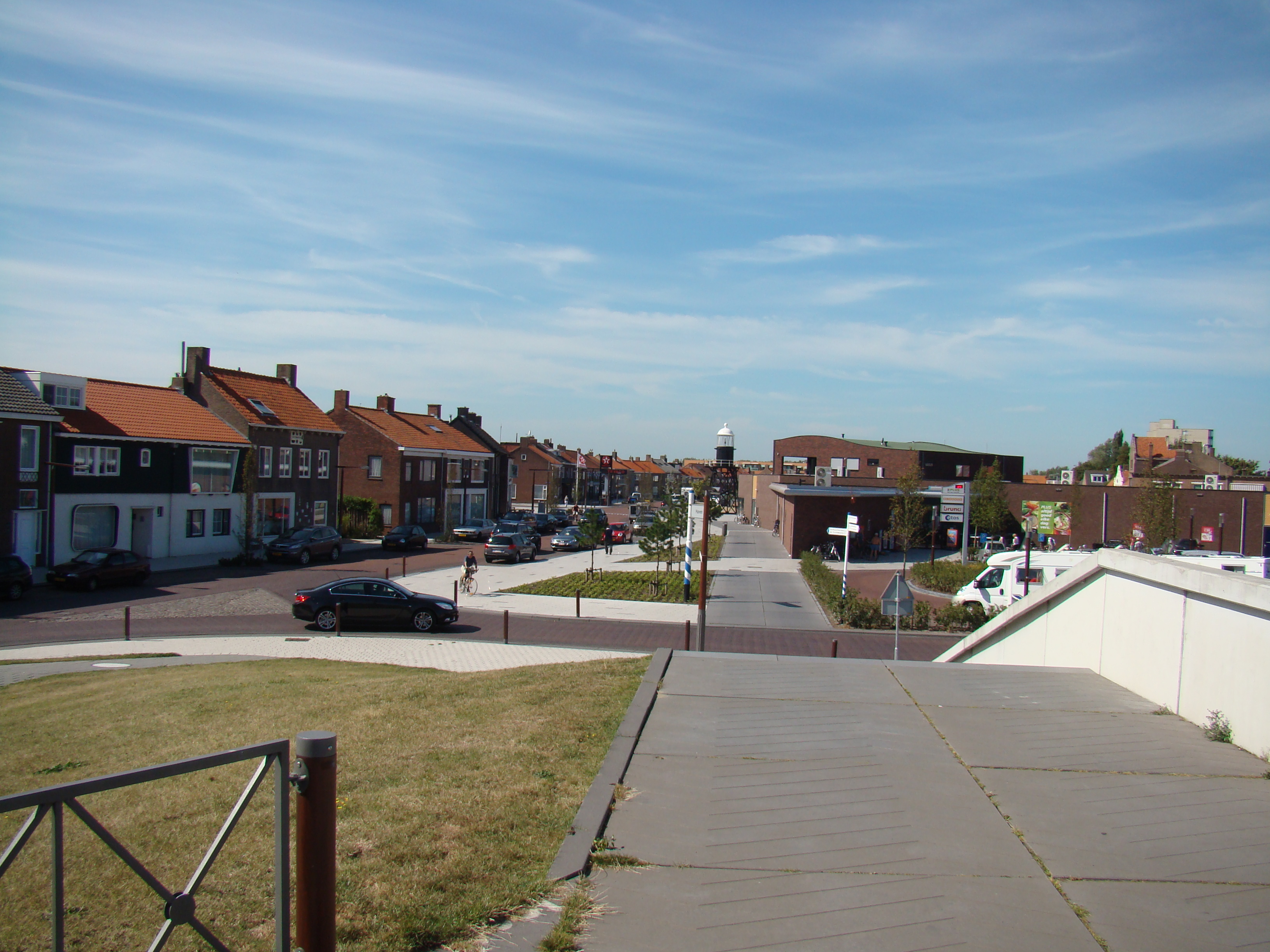
Uitzicht op Breskens

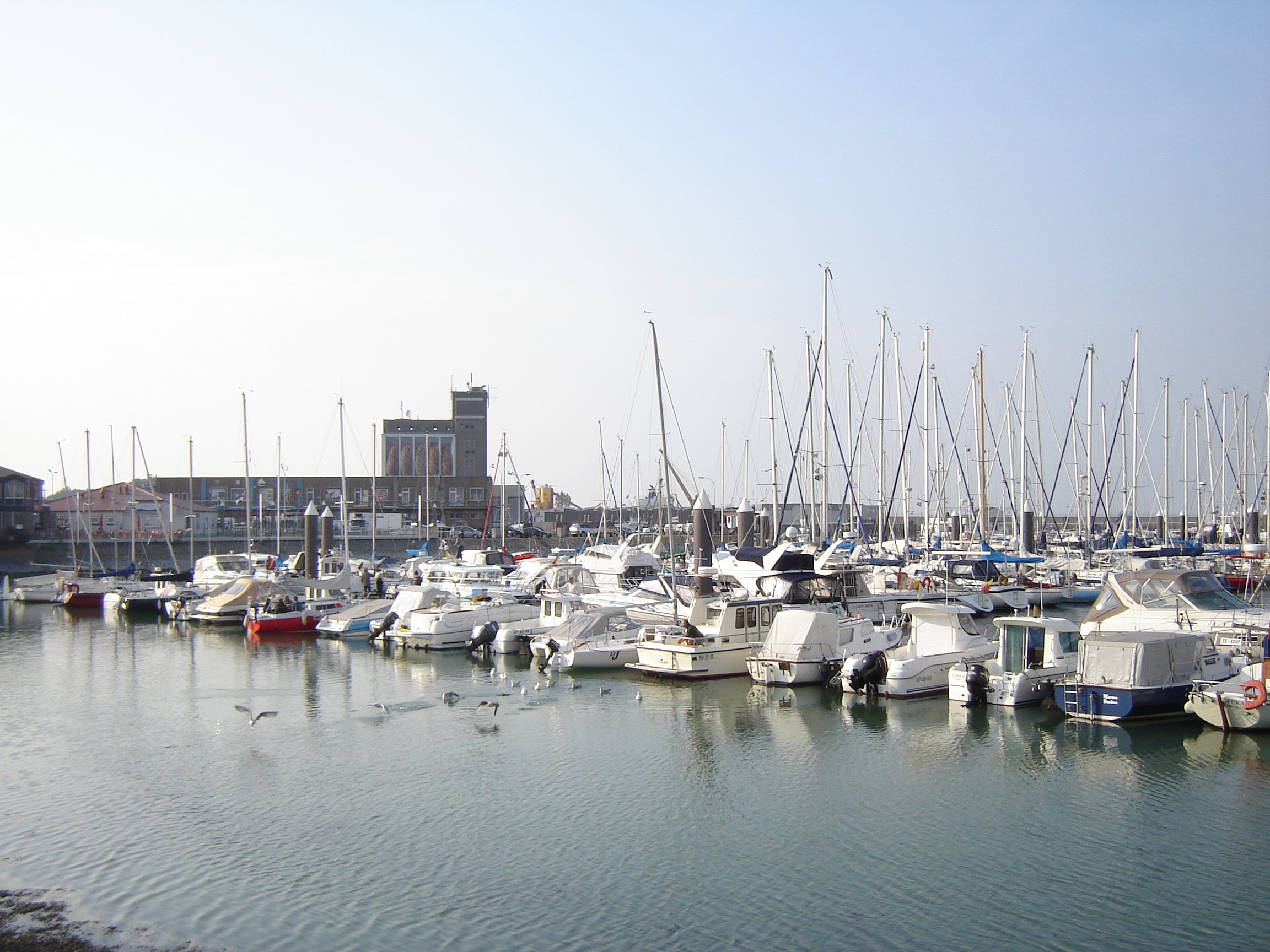
Jachthaven

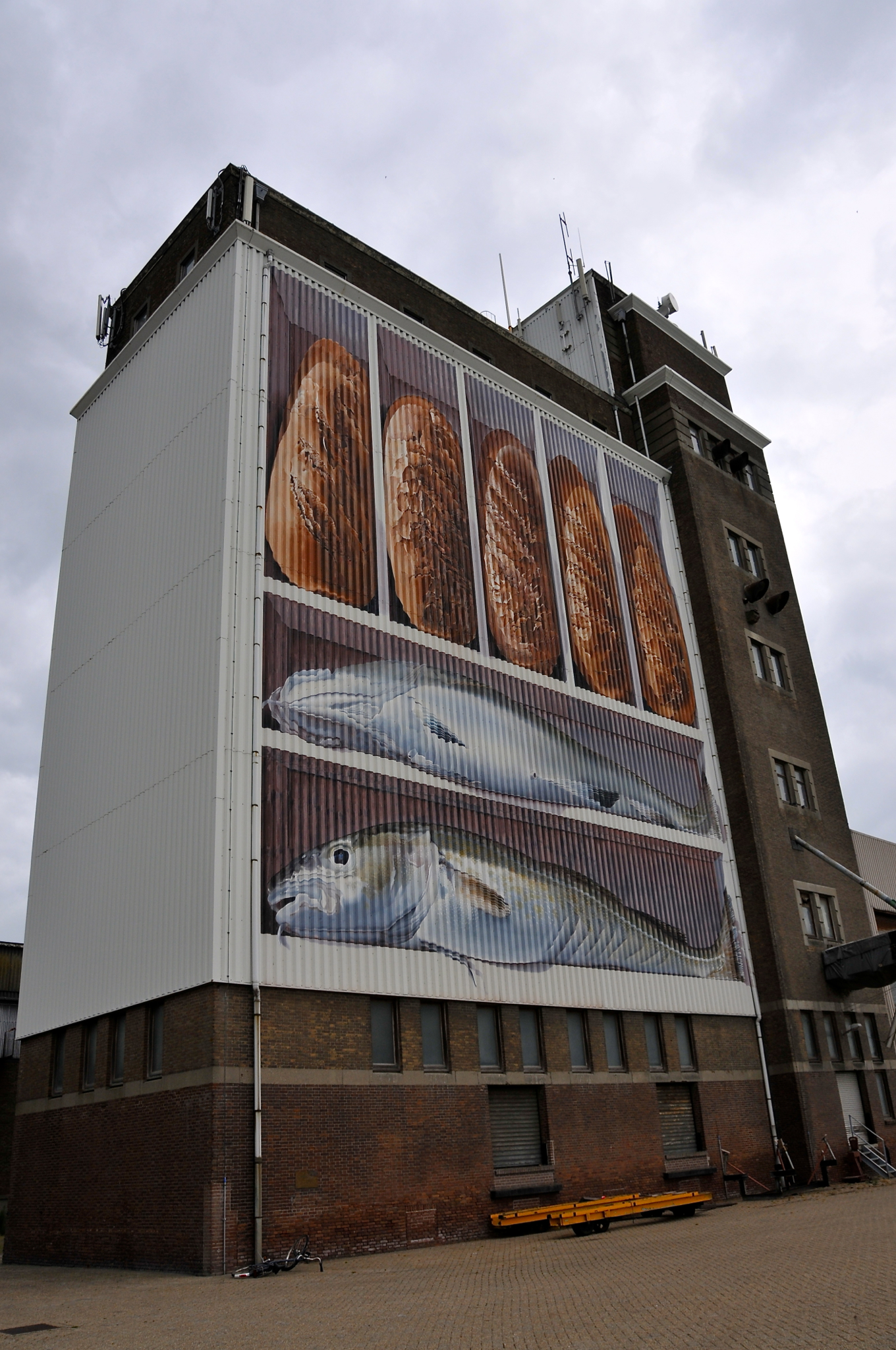
Voormalige silo met muurschildering

Breskens (Zeeuws: Bresjes) is een woonplaats in Zeeuws-Vlaanderen in de gemeente Sluis in de Nederlandse provincie Zeeland. Breskens telt 4.630 inwoners (2023), die 'Bressiaanders' worden genoemd. Breskens ligt aan de zuidkant van de monding van de Westerschelde, tegenover Vlissingen aan de noordkant, waar de rivier overgaat in de Noordzee. Voor de gemeentelijke herindeling van 2003 behoorde het tot de gemeente Oostburg en voor 1970 was Breskens een zelfstandige gemeente.

## Geschiedenis
Aan de monding van de Westerschelde hebben al eeuwenlang mensen gewoond. Er zou een oud Breskens of Breskin hebben bestaan doch zekerheid daaromtrent is er niet. Dit dorp zou in 1480 zijn overstroomd. De Westerschelde zoals wij die kennen bestond nog niet. Er lag veeleer een schorrengebied dat als Sincfal bekendstond en ook bewoonde eilanden voor de huidige kustlijn omvatte.
In de 15e eeuw ontstonden schorren die bekend waren onder de naam Breskenszand. Filips van Kleef, die heer was van Ravenstein, kreeg in 1487 toestemming van Maximiliaan van Oostenrijk om deze schorren in te polderen. Er werd hem toegestaan om aldaar een kerk te bouwen die aan de Heilige Barbara was gewijd. Doordat hij in de Vlaamse Opstand tegen Maximiliaan de kant van de opstandelingen koos werd de inpoldering uitgesteld, doch in 1510 werd het Breskenszand bedijkt. Zo ontstonden de polders Oud Breskin en Jong Breskin. In 1517 werd het dorp Breskens gesticht en in 1518 begon men met de bouw van de kerk, waarop bewoners zich in het dorp vestigden.
Door de inundatie van 1583 in de strijd tussen de opstandige gewesten en de Spaanse koninklijke macht in de zuidelijke Nederlanden, liep dit gebied weer onder water. In het begin van de 17e eeuw werd het gebied als Generaliteitsland onderdeel van de Republiek der Zeven Verenigde Nederlanden.
De geschiedenis van het moderne Breskens vangt aan in 1607, toen het eerder overstroomde land weer in pacht wordt gegeven, en herdijkt werd. In 1610 kwamen de Oud-Breskenspolder en de Jong-Breskenspolder gereed. Het dorp ontwikkelde zich langzaam en bestond eeuwenlang hoofdzakelijk uit de huidige Dorpsstraat en een aantal zijstraten en omliggende hofsteden. Vanwege de strategische ligging aan de monding van de Schelde werd door Napoleon en later ten tijde van de Belgische opstand langs de kust een aantal forten gebouwd waarvan Fort Frederik Hendrik het belangrijkste is. Aan het eind van de 19e eeuw verloren deze hun militaire functie.
Gedurende de Tweede Wereldoorlog werden in en rond het dorp door de Duitsers bunkers en forten gebouwd, als onderdeel van de Atlantikwall. Op 11 september 1944 werd het dorp getroffen door een geallieerd bombardement als onderdeel van Operatie Switchback, gericht op het vrij maken van de Scheldemond. Ongeveer 200 mensen verloren hierbij het leven en een veelvoud hiervan raakte gewond. De bevolking werd daarna geëvacueerd. Tijdens het bombardement en gedurende de daaropvolgende hevige gevechten tot aan de verovering door de geallieerden op 21 oktober 1944 werd een groot deel van de huizen vernietigd of beschadigd. Na de oorlog werd het dorp herbouwd en keerde de bevolking terug. Dankzij de sterk opgekomen visserij en het toerisme leefde Breskens weer op en werd Breskens uitgebreid met enkele naoorlogse wijken. Door deze uitbreidingen kwam de buurtschap Kijkuit geheel in de bebouwde kom van Breskens te liggen.
Ook de Veerdienst Breskens-Vlissingen heeft grote invloed op het naoorlogse Breskens gehad. De veerhaven lag tot 1958 in het centrum van Breskens en kreeg een steeds toenemende stroom auto's te verwerken. Toen de veerhaven naar de westkant van Breskens werd verplaatst viel veel verkeer naar en door het centrum weg. Wel was het toerisme van toenemend belang met de vissershavens en de jachthaven, en uitgebreide bungalowparken ten westen van de kern. Vanouds was er in Breskens enige industrie (visverwerking en metaal), deze bevindt zich tegenwoordig op het bedrijventerrein Deltahoek ten oosten van Breskens. Een in Breskens ontstaan bedrijf was ook Van Melle, dat in 1840 als een bakkerij begon en in 1900 een fabriek stichtte. In 1944 werd ook deze fabriek gebombardeerd en herstart vond na de oorlog plaats te Rotterdam.

## Economie
Breskens was opgericht op het eind van de 9e eeuw als boerengemeenschap.
Door de nabijheid van vele stranden vormt het toerisme sinds de 20e eeuw ook een belangrijke bron van inkomsten. Het hoogtepunt van het jaar - zowel voor de lokale bevolking als voor toeristen - vormen de drie dagen durende visserijfeesten, begin augustus.
In 2021 werd de visafslag, waar garnalen werden aangevoerd door vissers uit Tholen, Yerseke en Vlissingen, verplaatst naar Vlissingen en werd de handelshaven gesloten wegens de verzakking van de kademuren. Ook werd de kenmerkende graansilo, die de handelshaven en het silhouet van Breskens decennialang beheerste, gesloopt. Dit silhouet wordt steeds meer bepaald door zeer hoge appartementencomplexen die in het havengebied verrijzen. Het 400 m² grote kunstwerk van Johnny Beerens dat zich op de silo bevond werd behouden, in stukken gezaagd en verplaatst naar Terneuzen waar het, na restauratie, op de daar aanwezige silo in de haven is aangebracht.

## Natuur en landschap
Breskens ligt aan de Westerschelde, in het zeekleipoldergebied, op een hoogte van ongeveer 1 meter. Er zijn havens (Veerhaven, Vissershaven, Handelshaven, Jachthaven) en er is een bescheiden (kunstmatig opgespoten) duinenrij. Voorts is er strand, steeds onderbroken door de kenmerkende golfbrekers. Westelijk van de kom ligt het Fort Frederik Hendrik, tegenwoordig volgebouwd met recreatiewoningen. Westelijk daarvan vindt men de Oud-Breskenspolder met het in 2012 gestarte project Waterdunen, deels natuurgebied, deels recreatiegebied. Ten zuiden van Breskens bevindt zich de Nieuwlandse Kreek.

## Verkeer en vervoer
Vanaf 1754 was er een veerschipper die vanuit Breskens naar Vlissingen een veerdienst onderhield, een jaar later startte ook een dienst vanuit Vlissingen. Vanaf 1826 was er een stoombotenveer, aanvankelijk particulier geëxploiteerd, maar ook gesubsidieerd door de Provincie Zeeland.
Tussen 1863 en 2003 werd de veerdienst Breskens-Vlissingen uitgevoerd door de Provinciale Stoombootdiensten in Zeeland (PSD). Deze vervoerde ook wegvoertuigen. Met opening van de Westerscheldetunnel in 2003 verviel het vervoer van auto's. Een jaar later werden nieuwe veerboten ingezet, alleen voor het vervoer van fietsers en voetgangers. Van 2003 tot 2014 werd de dienst uitgevoerd door Veolia Transport Fast Ferries. Sinds 2014 exploiteert de provincie Zeeland de dienst als Westerschelde Ferry.
Vanaf 1887 was er vanaf de veerhaven in Breskens een tramverbinding naar Schoondijke, Oostburg, Sluis, Aardenburg en Maldegem, die werd geëxploiteerd door de Stoomtram-Maatschappij Breskens - Maldeghem (SBM). In 1925-1926 kwam er ook een tramlijn vanuit Breskens via Cadzand naar Sluis. In 1928 kreeg Breskens er nog een verbinding bij: de tramlijn Hoofdplaat - Breskens van de Zeeuwsch-Vlaamsche Tramweg-Maatschappij (ZVTM). De beide trameindpunten lagen aan weerszijden van de veerhaven in het dorp.
Het reizigersverkeer bij de SBM eindigde in 1948. Een jaar later, in 1949, eindigde ook het reizigersverkeer bij de ZVTM richting Hoofdplaat, in dat jaar werd ook het goederenverkeer beëindigd en werden de tramsporen opgebroken. Na 1948 namen busdiensten van de SBM en ZVTM het vervoer over. Vanaf 1978 werden deze opgenomen in de streekvervoermaatschappij Zuid-West-Nederland, die in 1999 opging in Connexxion.

## Vlag
De vlag bestaat uit twee horizontale banen van groen en rood. De oorsprong van de kleuren is onbekend. De vlag kwam voor in de 17e eeuw maar is nooit officieel ingesteld als gemeentevlag.

## Bezienswaardigheden
- Visserijmuseum
- Molen van Risseeuw, een molenromp aan de Oude Rijksweg
- De vuurtoren van Breskens

## Kerken
- Sint-Barbarakerk;
- Sionkerk, protestants;
- Het Trefpunt (Vergadering van gelovigen).

Voormalige, tot woonhuis omgebouwde, kerken:
- Gereformeerde kerk
- Kerkgebouw van de Vrije Evangelische Gemeenten (Nieuwvliet).

## Geboren in Breskens
- Willem van Hanegem (20 februari 1944), voetballer en voetbalcoach
- Marc Calon (18 januari 1959), politicus
- Frans Maas (25 juli 1937 - 1 juli 2017), jachtontwerper
- Ben de Pauw (10 december 1943), hoogleraar interne geneeskunde, Nijmegen

## Nabijgelegen kernen
Vlissingen (veerdienst), Groede, Hoofdplaat, Schoondijke
Steden: Aardenburg · IJzendijke · Oostburg · Sint Anna ter Muiden · Sluis

Dorpen: Breskens · Cadzand · Eede · Groede · Hoofdplaat · Nieuwvliet · Retranchement · Schoondijke · Sint Kruis · Waterlandkerkje · Zuidzande

Buurtschappen: Akkerput · Bakkersdam · Balhofstede · Biezen · Boerenhol · Braamhul · De Brabander · De Bracke · Cadzand-Bad · Cathelijneschans/Schans · Dam · De Dam · Draaibrug · Halve Maantje · Hans Vriezeschans · Het Eiland · Goedleven · Groeneboomgaard · Grootendam/De Hoogedam · Heille · Hoogendijk · Hoogeweg · Kapitalendam · Ketelaarstraat · Klakbaan · Klein-Brabant · Konijnenberg · Koninginnehaven · Kruisdijk · Kruishoofd · Maagdenberg · Maagd van Gent (deels) · Maaidijk · Marollenput · Moershoofde (deels) · Moleke (deels) · Molentje · Mollekot (deels) · De Munte · Nieuwesluis · Nieuwland · Nieuwvliet-Bad · Nolle · Nummer Een · Oostburgsche Brug · Oosthoek (deels) · Oudeland · Oudemenne · De Pas · Plankenpoortje · Plakkebord · De Platluis · Polderstraat/Steenoven · 't Poldertje · Ponte · Ponte-Avancé · Pyramide · Rijksweg · Ronduit · Roodenhoek · Sasput · Scherpbier · Sint Pieter · Slepershaven/Slapershaven · Slijkplaat · Slikkenburg · Sluissche Veer · Smedekensbrugge · Spitsbroek · Steenhoven · Steenoven · Stenen Heule · Stroopuit · Terhofstede · Ter-Moere · Tol (Schoondijke) · Tol (Waterlandkerkje) · De Tol · Tragel · Turkeye · Valeiskreek · Veldzicht · Veldzicht (deels) · De Verkorting · Verklikker · Vuilpan · Wafeldorp · Waterhoek · Waterloo · Zandertje · Het Zwindorp

Historische plaatsen: De Keizer · Oude Stad (Aardenburg) · Pannenhuis · Potjes

Zeeland: Steden en dorpen in Zeeland      Nederland: Provincies · Gemeenten